# أولاد رحمون (طايفة)
أولاد رحمون هي إحدى مشيخات المملكة المغربية، تتبع جغرافيا لإقليم تازة وإداريًا لطايفة. يقدر عدد سكانها بـ 10387 نسمة حسب الإحصاء الرسمي للسكان والسكنى لسنة 2004.